# James Oglethorpe (schip, 1943)
De James Oglethorpe was een Amerikaans stoomschip/koopvaardij-libertyschip van 7.176 ton. Het schip werd in februari 1943 afgewerkt op de werf van de Southeastern Shipbuilding Co. in Savannah in de Amerikaanse staat Georgia, waar het ook zijn thuisbasis had. De eigenaar was de South Atlantic Steamship Co. Het schip was vernoemd naar een Brits generaal, James Oglethorpe (1696-1785), een filantroop en de stichter van de kolonie van Georgia in 1732.
De James Oglethorpe vertrok samen met het grote konvooi HX-229 vanuit New York op 8 maart 1943 naar Liverpool in Groot-Brittannië. Het schip was geladen met 8.000 ton staal, katoen en een deklading van vliegtuigonderdelen, tractoren en legervrachtwagens.

## Geschiedenis
Tussen 00.23 en 00.25 uur op 17 maart 1943 vuurde de U-758 van kptl. Helmut Manseck twee FAT-G7's en twee torpedo's Type 39 op het konvooi HX-229 af en men rapporteerde dat er drie schepen tot zinken waren gebracht en een ander was beschadigd. In feite waren de Zaanland en de James Oglethorpe getroffen en werden ze even later tot zinken gebracht. Het Nederlandse motorvrachtschip Magdala van 8.248 ton werd door hen gemist. Eigenlijk konden de U-bootcommandanten hun treffers niet waarnemen, daar ze na hun FAT-torpedolanceringen moesten wegduiken tot een bepaalde diepte, om niet zelf door hun eigen torpedowapen getroffen te worden. Deze zoekkoptorpedo's kwamen op het geluid af van scheepsschroeven en machines, ongeacht vriend of vijand.
De James Oglethorpe, met kapitein Albert W. Long als gezagvoerder, werd op zijn eerste reis – het schip was amper een maand oud – aan stuurboordzijde in het voorste gedeelte van laadruim 2 door een torpedo geraakt. De boeg van het schip begon al te zinken en het roer kwam vast te zitten, met als gevolg dat het schip naar stuurboordzijde overhelde en naar bakboord voer. De bemanning wist binnen 15 minuten een brand in ruim 1 te blussen. Drieënveertig opvarenden van de acht officieren, 36 bemanningsleden en 26 kanonniers (het schip was bewapend met een 4-inch-, een 3-inch- en acht 20mm-kanonnen) en vier passagiers (US Navy-personeel) gingen, zonder daartoe orders te hebben gekregen, van boord in twee reddingsboten, terwijl het vaartuig in grote kringen bleef draaien naar bakboordzijde met een snelheid van 8 knopen (14 km/u). Een te vroeg doorgesneden geleidetouw was er de oorzaak van dat één reddingsboot een grote val maakte, tussen de davits en de reddingssloep, en de inzittenden ervan in zee werden gesmakt. Dertien manschappen verdronken. Een andere man overleed toen hij naar beneden stortte en in zee viel bij een poging om in de tweede reddingsboot te stappen. De drie officieren, 10 bemanningsleden, twee passagiers en 15 kanonniers in de tweede reddingsboot werden opgepikt door het Britse korvet HMS Pennywort (K 111) en kwamen op 22 maart aan in het Noord-Ierse Londonderry.

## Haar ondergang
De James Oglethorpe trachtte St. John's in Canada nog te bereiken maar werd niet meer terug gezien. Kapitein Albert W. Long en 29 manschappen die nog steeds aan boord waren, gingen mede met het schip ten onder op 50°38' N 34°36' W. Het schip was waarschijnlijk van koers geraakt door de schade die het door de torpedotreffer had opgelopen of het was in de ochtend tot zinken gebracht door een na-torpedering van de U-91 door kapitein-luitenant-ter-zee Heinz Walkering, maar dat deze U-boot de James Oglethorpe tot zinken had gebracht, kon niet met zekerheid worden vastgesteld.
Van de 74-koppige bemanning van de James Oglethorpe stierven er 44 en overleefden er 30.